# Alfombra roja (programa de televisión)
Alfombra roja fue un programa de televisión chileno dedicado al espectáculo nacional e internacional. Fue conducido a través de su historia por personalidades como Cristián Pérez, Lucía López, Cristian Sánchez, Diana Bolocco y Eduardo Fuentes, entre otros. En su última temporada se transmitió de lunes a viernes a las 17:30 por Canal 13.

## Historia

### Primeros años
Alfombra roja comenzó como una sección de espectáculos dentro del matinal Viva la mañana en 2005, conducido por los mismos animadores del espacio: Karla Constant, Marcelo Comparini y Cristián Sánchez, el trío era acompañado por la periodista Paulina Rojas y la comentarista internacional Gerry Mielke, conocida como "Gerry News".
Gracias a los buenos resultados de índice de audiencia, se decide sacar la sección del matinal y transformarla en un programa autónomo, debutando el lunes 8 de mayo de 2006 a las 16:00, un horario inexplorado para la farándula. En la conducción se mantuvieron Sánchez y Comparini, y la escenografía era virtual.

### Llegada de Diana Bolocco
A pesar de las expectativas y el buen resultado obtenido en la mañana, el programa no marca lo que se esperaba en el horario de la tarde, por eso al terminar 2006 se realiza una completa reestructuración, saliendo Comparini y en una arriesgada apuesta se decide contratar a Diana Bolocco y Jaime Coloma como acompañantes de Sánchez.
Diana acababa de debutar como notera de backstage en Locos por el baile y aunque su debut fue muy criticado, en especial por su tono de voz y porque la prensa aseguraba que su único mérito era ser la hermana de Cecilia Bolocco, mientras que Jaime acababa de renunciar a TVN.
Pese a los malos pronósticos, Diana se transforma en el pilar del programa, entregándole frescura al programa. Además se decide transmitir desde la piscina Antilén ubicada en el Cerro San Cristóbal. 
En febrero de ese año el programa se traslada a Viña del Mar, por la realización del festival de Viña del Mar de ese año, y Diana Bolocco es coronada reina del mismo, consolidándose en sólo dos meses como un rostro fuerte de Canal 13. Así, el programa logra un repunte en su sintonía.
En marzo de 2007, Alfombra roja adoptó una nueva escenografía, similar a la del desaparecido programa Pantalla abierta, en el hall de entrada del canal. Se integran la cantautora argentino-chilena María Jimena Pereyra con comentarios sobre música y el periodista Francisco Saavedra con entrevistas.
Además, entre septiembre y diciembre de 2007, se emitió al mediodía un programa derivado llamado Chocolate: la revista de Alfombra roja, conducido por Jaime Coloma, Paulina Rojas, María Jimena Pereyra y Fernanda Hansen, y que fue sacado del aire por no lograr los resultados esperados.

### Cambios en el formato
El programa funciona como un magazine que toca desde temas faranduleros, espectáculo internacional, datos de belleza y hasta tecnología, pero tras la llegada de Vasco Moulian a la dirección de programación de Canal 13 empieza a exigir mejores resultados y el programa entra en una seguidilla de cambios desesperados por lograr sintonía.
A mediados de 2008 se integran por un tiempo, Sergio Lagos para realizar comentarios de música y Raquel Argandoña con notas de viajes por el Caribe con la sección Las aventuras de Raquel. 
Pero la inclusión de estos dos rostros fuertes no logra cambiar los resultados y Vasco Moulian ordena cambiar todas las notas por videos de chascarros de personas y animales.
El 31 de diciembre de 2008 se decide sacar de la animación a Cristián Sánchez, quien ya pareja de la animadora Diana Bolocco, ya que Mercedes Ducci y Moulian decidieron no renovarle el contrato.

### Llegada de Eduardo Fuentes
Para 2009, Eduardo Fuentes, quien participaba en 3x3 y En boca de todos, fue elegido para ser el rostro masculino del programa. Su arribo fue durante los días en que el programa se realizó en Viña del Mar debido al festival. De vuelta en Santiago, se estrena nueva escenografía, ahora en un estudio. También llega el nuevo editor general, Alberto Fouillioux Mosso (hijo del recordado futbolista), quien le devuelve al programa el antiguo formato magazinesco.
El tercer animador, Jaime Coloma, disminuye gradualmente su participación apareciendo para realizar entrevistas o comentarios del reality de la época 1810, y más tarde, como jurado de la sección de talentos Chile, país de talentos, que debido a su éxito se transforma en un estelar. Luego se realizó el concurso de virales Chile, país de vídeos, cuya final fue el día 12 de noviembre de ese año, junto con el jurado conformado por los exrostros del canal Vía X, Catalina Silva y Nicolás Copano. 
En diciembre de 2009 el programa se traslada a un patio del canal, y desde ahí se da el vamos a una nueva sección llamada Cita a ciegas, con la modelo argentino-chilena y exparticipante del reality 1910 Vanesa Borghi, también llega como comentarista de espectáculos, Marisela Santibáñez.
A fines de enero de 2010, el programa venía registrando bajas sintonías (entre 5 y 6 puntos) y el equipo se toma vacaciones, siendo reemplazado en su horario por Fanáticos de Viña con Pamela Díaz. En medio de la especulación sobre su cancelación, el programa vuelve emitiéndose desde el frontis del Hotel Sheraton, en Viña del Mar, contando con Adriana Barrientos, Vanesa Borghi y Marisela Santibáñez como panelistas, y los actores Felipe Izquierdo y María José Quiroz, con sus personajes "Elvira" y "Shirley". 
El 12 de abril de 2010 se estrenó la quinta temporada del programa, la cual no solamente trae como novedades una gran escenografía, sino que también nuevas secciones que también atraen al público tanto adolescente como juvenil, tales como la sección juvenil de dobles de celebridades Soy tu fan con la cantante y presentadora coreano-chilena Nara Back; la sección de competencia de baile callejero (street-dance) La ley de la calle junto con el dúo urbano Power Peralta, la sección de moda Vistiendo una estrella, el sketch judicial "El tribunal de la farándula" y las secciones tecnológicas Comentario Geek con Carlos Cisterna y Comentario viral con Nicolás Copano. Las cuales, meses después, se dejaron de emitir tras el regreso del talent show Chile, país de talentos (13 Talentos).  
Desde noviembre de 2010, para conversar los temas de espectáculos y farándula, se usa un panel compuesto por los animadores, en compañía de Nicolás y de los periodistas Rodrigo León y Paulina Rojas, quien además es la editora del programa. Mientras Nara Back y Catalina Silva se alejan definitivamente del programa. 
El 31 de diciembre de 2010, Eduardo Fuentes se despide del programa ya que Canal 13 no le renovó contrato por no tener proyectos concretos en el canal para 2011 y porque los resultados no son los esperados.

### Vuelco a la farándula

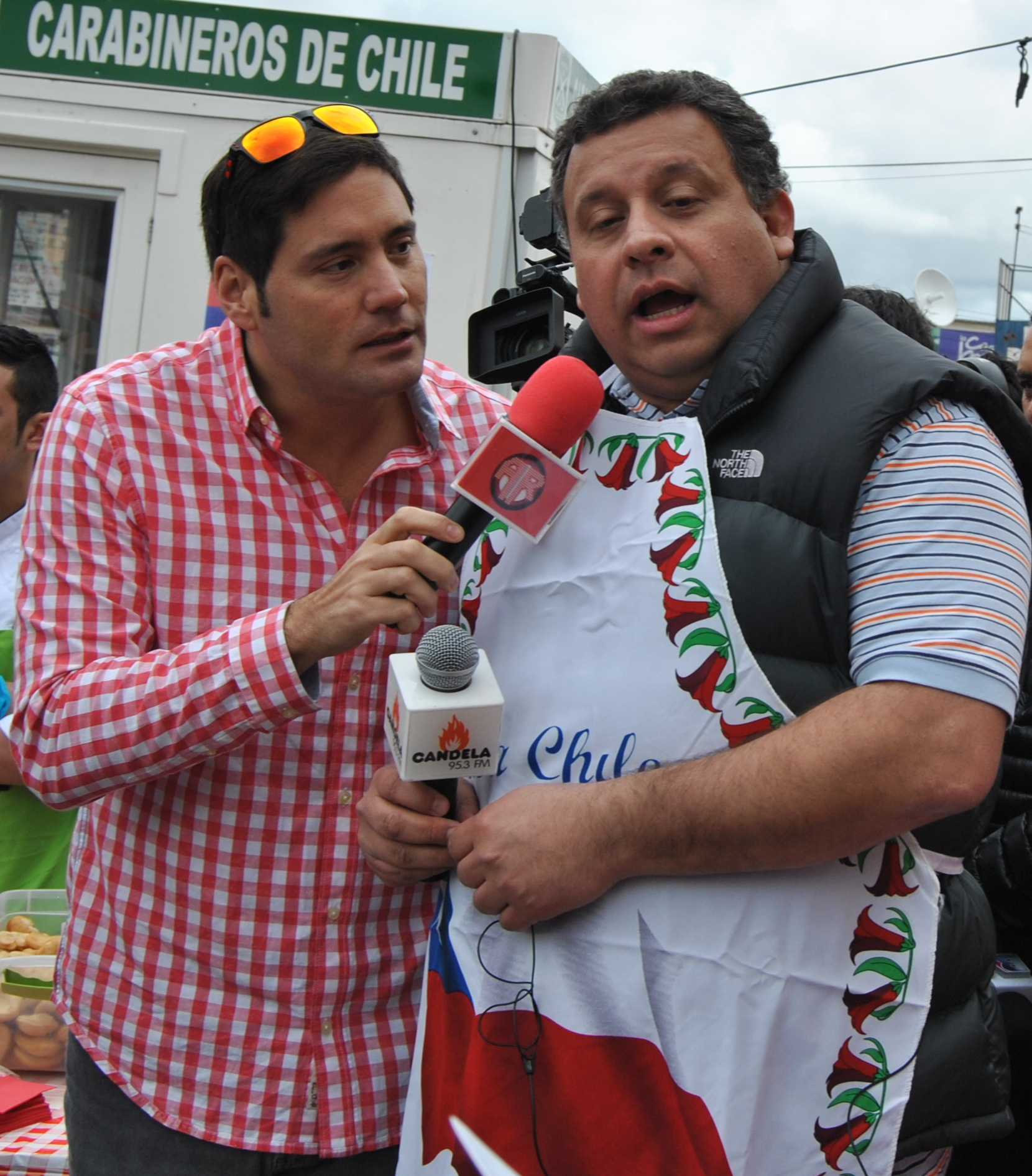
"Pancho" Saavedra entrevista a Willy Sabor (2013).

Tras la salida de Fuentes, regresa Marcelo Comparini luego de cuatro años fuera del programa, para acompañar a Bolocco en la animación. Además, se integran los ex chicos reality Andrea Dellacasa y Daniel Pinto como panelistas. Días después, se suma el exnotero y exconductor del programa CQC, Gonzalo Feito.
Debido a los buenos resultados de sintonía, decide renovar el programa por un año más, y el canal contrata al director de TV Bibiano Castelló, para rearmar el programa y transformarlo netamente en un show de farándula, lo que trae buenos resultados de índice de audiencia. Es así, como se han ido sumando Francisco Saavedra, Manuel "Manu" González, César Barrera, Lucía López y Carlos Cisterna. Por otra parte, a comienzos de ese año, otra persona también abandona el programa, es por ello que Nicolás Copano abandonó tanto el programa como el canal luego de casi un año para ser parte de los nuevos conductores del entonces canal deportivo Vive!, después del éxito que tuvo con su webshow festivalero Demasiado Tarde. 
Diana Bolocco abandona temporalmente el programa, ya que asume la conducción de Millonario alta tensión y 40 ó 20, sin embargo, jamás regresa. Gonzalo Feito sale en septiembre y Marcelo Comparini lo hace en octubre. La conducción queda a cargo de Lucía López y Cristián "Chico" Pérez, la nueva contratación de Canal 13.
En 2012, se integran Marcela Vacarezza, Ernesto Lavín (quien rápidamente se acomoda al panel e incluso ha reemplazado a Cristián Pérez en la conducción) y Dominique Gallego tras su paso por el reality Mundos opuestos.
Con motivo del concurso de belleza Miss Mundo 2012 realizado en China, Alfombra Roja realizó a las 8 de la mañana un programa especial.
Durante el Festival de Viña del Mar 2013 se suma al panel el periodista Andrés Caniulef, quien trabaja en paralelo en Teletrece y el matinal Bienvenidos.
El 11 de marzo de 2013 Rodrigo Wainraight se integra al programa reemplazando a César Barrera. También vuelve Eduardo Fuentes a conducir la versión nocturna del espacio, Alfombra roja prime.
A lo largo del 2013 el programa fue tomando un giro hacia el espectáculo tanto nacional como internacional, así dejando el lado más "duro" de la farándula, eje del programa desde abril de 2011.
En diciembre de 2013 Lucía López abandona el programa.
El 27 de febrero de 2014 se confirma la contratación de Giancarlo Petaccia como nuevo conductor del programa, labor en la que acompañó a Cristián Pérez.

### Fin de emisión
El 19 de mayo de 2014, Canal 13 decide poner término al programa siendo su última emisión el 30 de mayo de 2014, finalizando así a 8 años de puesta al aire. El canal argumentó que el programa seguía perdiendo sintonía desde 2013, alcanzando 5.2 puntos en lo que llevaba del 2014.
Actualmente la marca Alfombra roja sigue siendo usada por Canal 13 para la sección de espectáculos on-line del canal.

## Miembros

### Conducción
- Cristián Pérez (2011-2014)
- Giancarlo Petaccia (2014)
- Marcela Vacarezza (2014)
- Lucía López (2011-2013)
- Marcelo Comparini (2005-2007, 2011)
- Gonzalo Feito (2011)
- Diana Bolocco (2007-2011)
- Eduardo Fuentes (2009-2010)
- Cristian Sánchez (2005-2008)
- Karla Constant (2005)

### Panelistas
- Francisco Saavedra
- Bernardita Middleton
- Manuel González
- Paulina Rojas
- Andrés Caniulef
- Dominique Gallego
- Rodrigo Wainraihgt
- Millaray Viera
- Oscar Mansilla
- Ernesto Lavín
- César Barrera
- Carlos Cisterna
- Andrea Dellacasa
- Daniel Pinto
- Nicolás Copano
- Catalina Silva
- Nara Back
- Rodrigo León
- Adriana Barrientos
- Felipe Izquierdo (como "Elvira")
- María José Quiroz (como "Shirley" y otros personajes)
- Marisela Santibáñez
- Vanesa Borghi
- Soledad Bacarreza
- Jaime Coloma (2007-2009)
- Daniela Castillo
- Maura Rivera
- Sergio Lagos
- Ana Josefa Silva
- Ignacio Franzani
- Humberto Sichel
- María Jimena Pereyra

## Invitados
El programa hasta terminada la temporada 2010 también tuvo invitados del ámbito musical, algunos de ellos: 
| - Amaia Montero - Américo - Anahi - Andrés de León - Cine Marte - Corona - CRZ - Denise Rosenthal - De Saloon - DJ Méndez | - Difuntos Correa - El Porta - Emilie Autumn - Fahrenheit - Fanny Lú - Highway - Javiera Parra - Kel - Kim Carnes - La Noche | - La Oreja de Van Gogh - Los Tres - Lucybell - María Jimena Pereyra - Matisyahu - Miranda! - Natalino - Nicole - Saiko - Sinergia | - Supernova - Teen Angels - The Kooks - Tito "El Bambino" - Vanessa Aguilera |

## Premios y nominaciones
| Año  | Premio           | Categoría                   | Resultado |
| ---- | ---------------- | --------------------------- | --------- |
| 2011 | Copihue de Oro   | Mejor programa de Farándula | Ganador   |
| 2012 | Copihue de Oro   | Mejor programa de Farándula | Ganador   |
| 2012 | Premios TV Grama | Mejor Programa de Farándula | Ganador   |
| 2013 | Copihue de Oro   | Mejor programa de Farándula | Ganador   |
| 2013 | Premios TV Grama | Mejor Programa de Farándula | Ganador   |